# Großer Pounellenturm

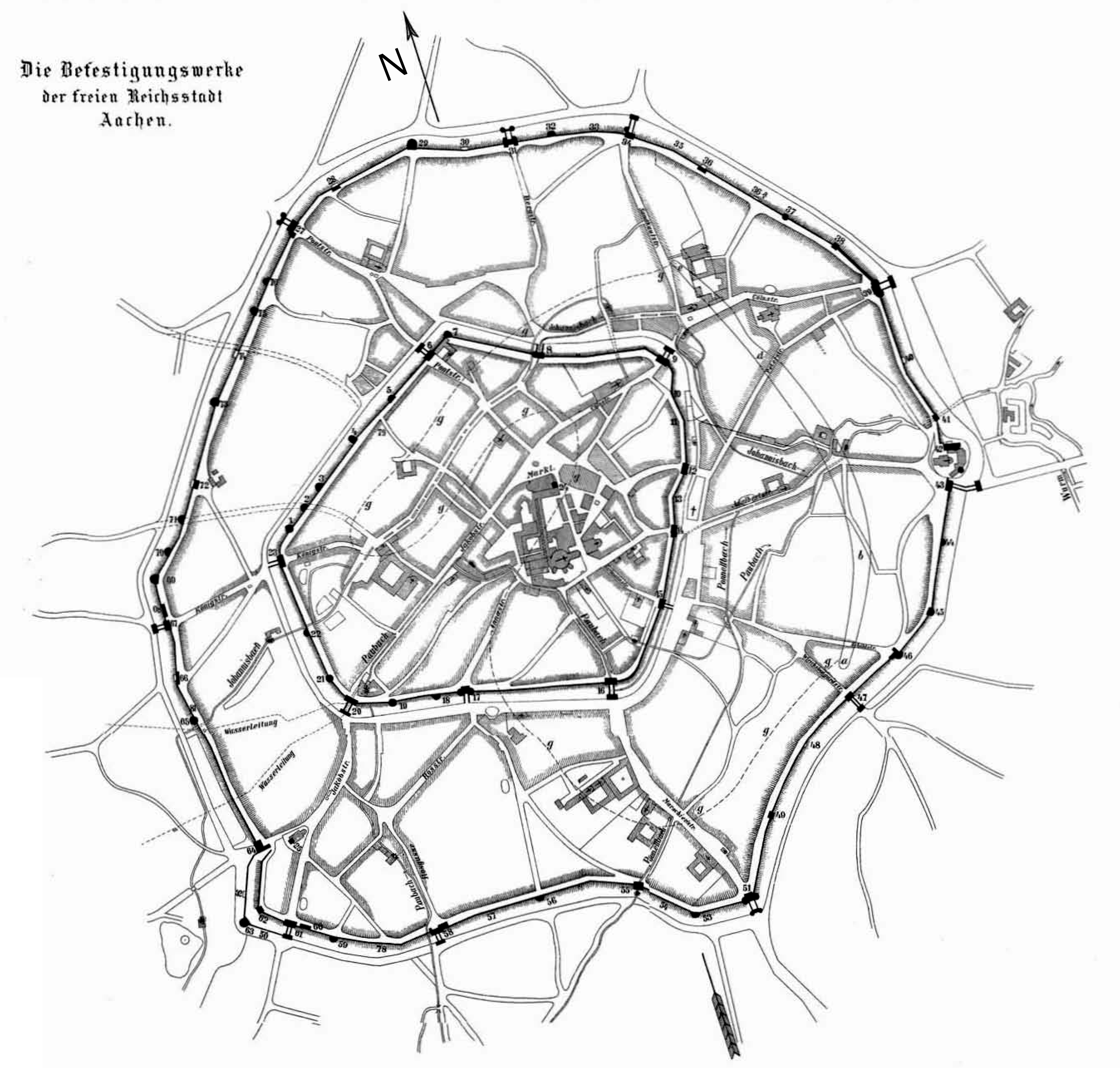
Die beiden ehemaligen Mauerringe der Aachener Stadtmauer

Der Große Pounellen- oder Paunellenturm war ein Wehrturm der ca. 1300 bis 1350 errichteten äußeren Stadtmauer der Stadt Aachen. Er ist nicht mehr erhalten.

## Lage
Der Große Pounellenturm stand im Süden des äußeren Mauerrings zwischen Marschiertor und Rostor am Ende der Pounellengasse (heute Karmeliterstraße, kurz vor dem Boxgraben). An dieser Stelle floss die Paunell unter dem Turm hindurch in die Stadt hinein. Zwischen dem Großen Pounellenturm und dem Marschiertor stand noch der Kleine Pounellenturm, zwischen dem Großen Pounellenturm und dem Rostor der Karlsturm.

## Geschichte
Der Große Pounellenturm wurde 1444 erstmals urkundlich erwähnt. Bereits 1611 bis 1614 wurde er teilweise abgerissen. Die Steine wurden zum Bau des Turms der Jesuitenkirche Sankt Michael verwendet. 1782 erfolgte ein weiterer Teilabriss bis zu Höhe der Mauerkrone. Vollständig abgerissen wurde der Turm Ende des 19. Jahrhunderts bei der Erschließung des Südviertels.

## Beschreibung
Der Große Pounellenturm hatte einen rechteckigen Grundriss mit einer Breite von 13,50 m und einer Tiefe von 12,30 m. Ter Turm hatte drei Stockwerke, die über eine Wendeltreppe miteinander verbunden waren.
Die drei Räume im Erdgeschoss hatten Tonnengewölbe. Der östliche Raum diente als Wachtraum, den westlichen durchfloss die Paunell. Aus dem mittleren Raum führte eine Türe, das sogenannte „Hahnepörtzje“ (Hahnentörchen), auf die Außenseite der Mauer, von wo aus eine kleine Brücke über den Stadtgraben zu den angrenzenden Feldern führte.
Das erste und zweite Obergeschoss hatten jeweils zwei Räume. Im ersten Obergeschoss befanden sich Schießscharten für Bogen- und Armbrustschützen, im zweiten Obergeschoss dagegen breitere Schießluken, die durch Holzklappen verschlossen werden konnten, für den Einsatz von Geschützen wie z. B. Ballisten. Vom zweiten Obergeschoss aus ragte ein Wehrerker nach außen vor. Auf dem zweiten Obergeschoss saß ein steiler Turmhelm.

## Sage
Der Sage nach soll der Teufel nach Vertreibung einer mit ihm verbündeten Hexe mit solcher Gewalt in den Großen Pounellenturm gefahren sein, dass dieser über ihm zusammenbrach und man unter den in der Paunell liegenden Trümmern ein dauerndes Stöhnen und Wimmern vernahm. Da man annahm, dass der Teufel dadurch auf immer unter dem Pounellenturm gebannt sei, entstand die Redensart „das geschieht, wenn der Teufel vom Pounellenturm kommt“, was so viel hieß wie nie.